# الباشا برياخ (دوار الباشا)
الباشا برياخ هو دُوَّار يقع بجماعة أكلموس، إقليم خنيفرة، جهة بني ملال خنيفرة في المملكة المغربية. ينتمي الدوّار لمشيخة دوار الباشا التي تضم 3 دواوير. يقدر عدد سكانه بـ 401 نسمة حسب الإحصاء الرسمي للسكان والسكنى لسنة 2004.

## روابط خارجية
- البوابة الوطنية للجماعات الترابية
- المندوبية السامية للتخطيط